# قصعين أمرط
قصعين أمرط (الاسم العلمي:Salvia glabrata) هو نوع من النباتات يتبع جنس القصعين من الفصيلة الشفوية.